# جام حذفی فوتبال ایتالیا ۱۱–۲۰۱۰
کوپا ایتالیا ۱۱–۲۰۱۰ که به دلایل حمایت مالی به‌عنوان جام TIM نیز شناخته می‌شود، شصت و چهارمین فصل این رقابت‌ها بود. همانند سال گذشته ۷۸ باشگاه در این مسابقات شرکت کردند. اینتر میلان دارندۀ جام بود و با موفقیت جام را حفظ کرد. این آخرین قهرمانی رقابتی اینتر میلان تا کسب عنوان قهرمانی سری آ در سال ۲۰۲۱ بود.